# NHL Entry Draft 2016

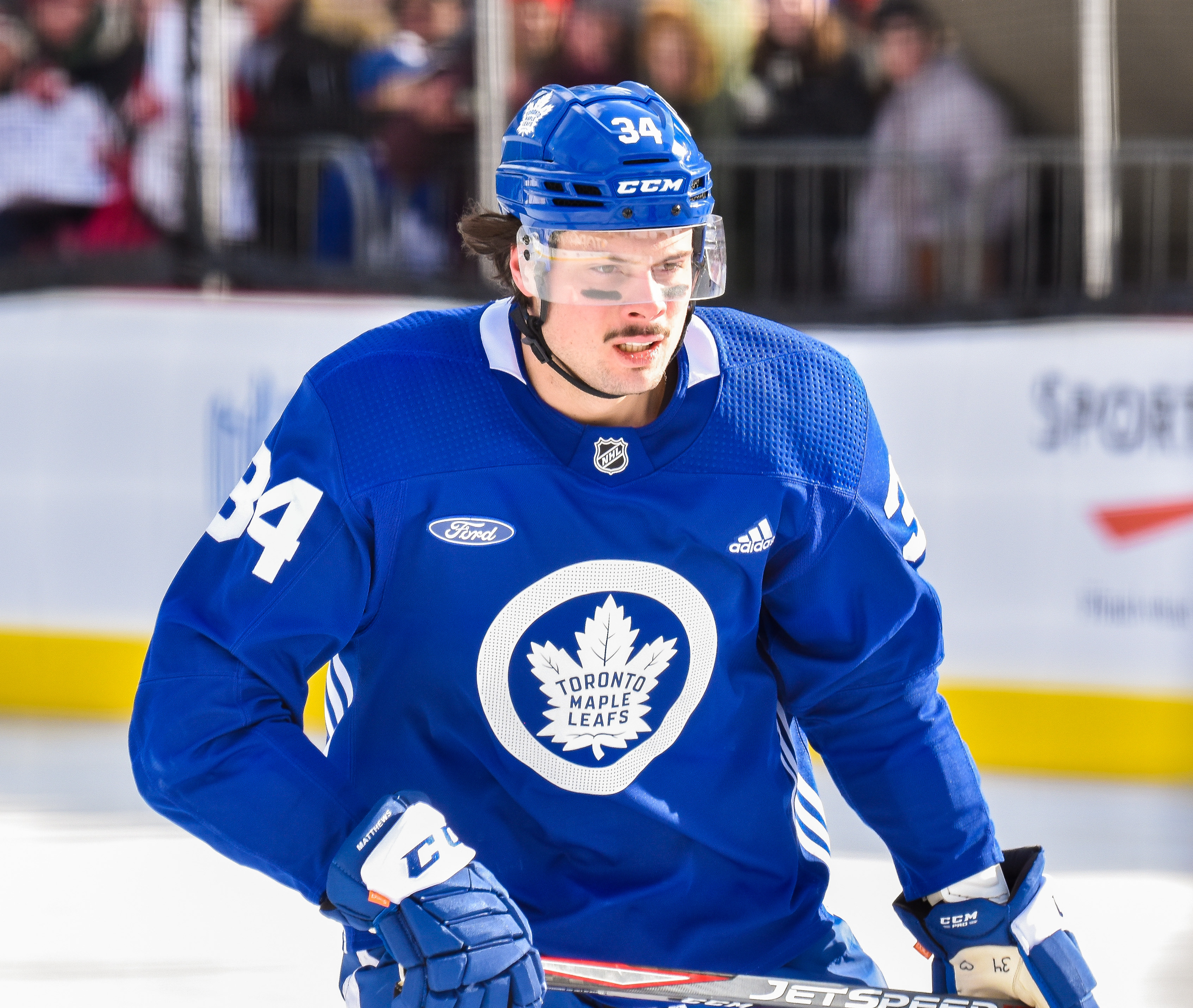
Auston Matthews valdes av Toronto Maple Leafs som förste spelare totalt.

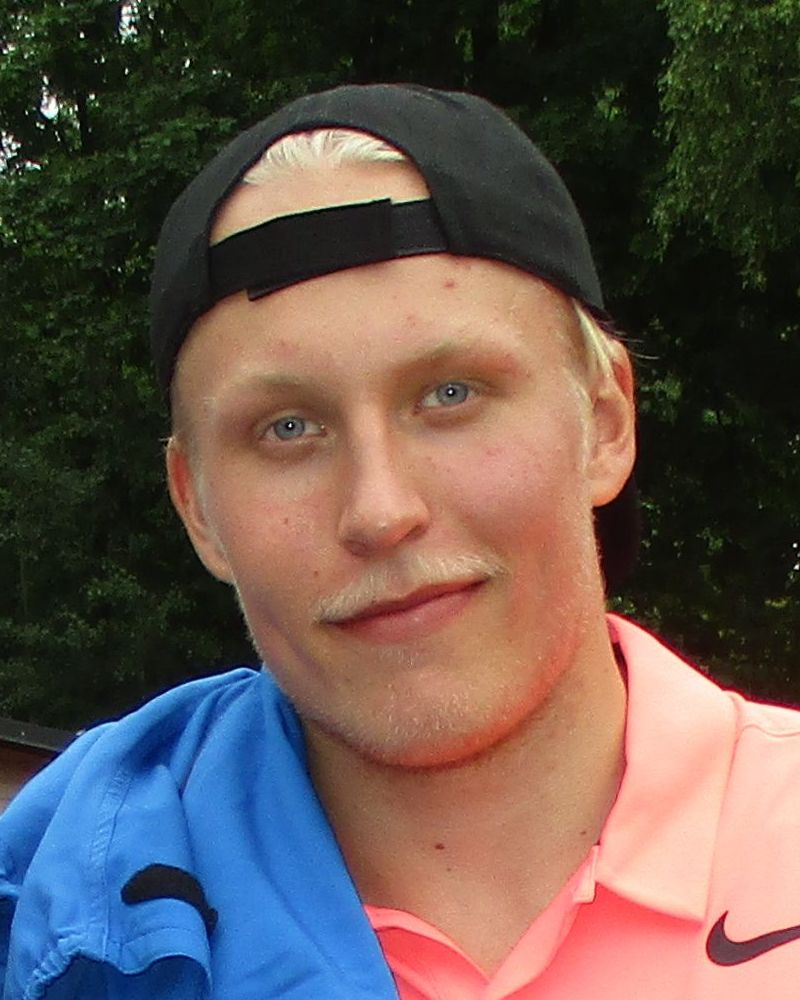
Patrik Laine valdes av Winnipeg Jets som andre spelare totalt.

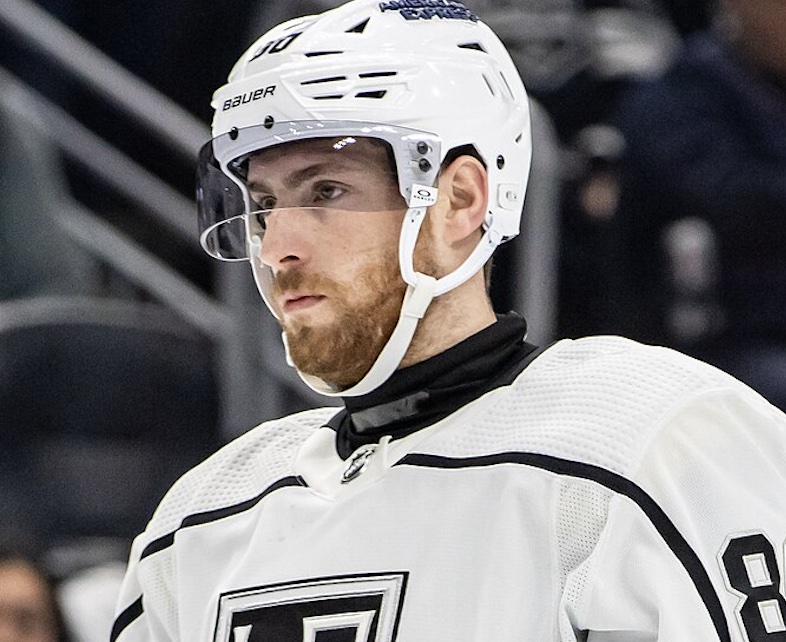
Pierre-Luc Dubois valdes av Columbus Blue Jackets som tredje spelare totalt.

NHL Entry Draft 2016 var den 54:e draften i nordamerikanska ishockeyligan National Hockey League och hölls den 24-25 juni 2016 i First Niagara Center i Buffalo, New York i USA. Den amerikanske centern Auston Matthews valdes som nummer ett av Toronto Maple Leafs.

## Spelare som var berättigade till att bli draftade
- Spelare som var födda mellan 1 januari 1996 och 15 september 1998 var berättigade till att bli draftade i årets NHL Entry Draft.[6]
- Spelare som var födda 1995 men som inte tidigare var draftade och hade medborgarskap i ett land utanför Nordamerika, var också berättigade att bli draftade i årets NHL Entry Draft.[6]
- Spelare som var födda efter 30 juni 1996 och blev draftade i NHL Entry Draft 2014 men aldrig blev kontrakterade av sina draftade NHL-organisationer kunde bli åter draftade i årets NHL Entry Draft.[6]

## Rankningen inför draften

### Mittsäsongsrankning
Den 19 januari 2016 presenterade NHL:s scoutorgan Central Scouting Bureau sin mittsäsongsrankning för de spelare som rankades högst att gå i draften i juni.
Spelarna är placerade efter var de spelade under säsongen 2015-2016.
| #  | Nordamerikanska utespelare | Europeiska utespelare |
| -- | -------------------------- | --------------------- |
| 1  | Matthew Tkachuk (VF)       | Auston Matthews (C)   |
| 2  | Jakob Chychrun (B)         | Jesse Puljujärvi (HF) |
| 3  | Alexander Nylander (VF)    | Patrik Laine (HF)     |
| 4  | Julien Gauthier (HF)       | Rasmus Asplund (C)    |
| 5  | Olli Juolevi (B)           | Carl Grundström (HF)  |
| 6  | Michael McLeod (C)         | German Rubtsov (C)    |
| 7  | Pierre-Luc Dubois (VF)     | Jegor Korsjkov (HF)   |
| 8  | Clayton Keller (C)         | Linus Lindström (C)   |
| 9  | Charles McAvoy (B)         | Jacob Moverare (B)    |
| 10 | Michail Sergatjov (B)      | Filip Hronek (B)      |

| # | Nordamerikanska målvakter | Europeiska målvakter |
| - | ------------------------- | -------------------- |
| 1 | Carter Hart               | Filip Gustavsson     |
| 2 | Evan Fitzpatrick          | Adam Brizgala        |
| 3 | Zach Sawchenko            | Michail Berdin       |

### Slutlig rankning
Den 12 april 2016 presenterade Central Scouting Bureau sin slutliga rankning för de spelare som förväntas gå högst i draften.
Spelarna är placerade efter var de spelade under säsongen 2015-2016.
| #  |   | Nordamerikanska utespelare |   | Europeiska utespelare |
| -- | - | -------------------------- | - | --------------------- |
| 1  | ▲ | Pierre-Luc Dubois (VF)     | ▬ | Auston Matthews (C)   |
| 2  | ▼ | Matthew Tkachuk (VF)       | ▲ | Patrik Laine (HF)     |
| 3  | ▬ | Alexander Nylander (VF)    | ▼ | Jesse Puljujärvi (HF) |
| 4  | ▼ | Jakob Chychrun (B)         | ▬ | Rasmus Asplund (C)    |
| 5  | ▬ | Olli Juolevi (B)           | ▲ | German Rubtsov (C)    |
| 6  | ▲ | Charles McAvoy (B)         | ▼ | Carl Grundström (HF)  |
| 7  | ▲ | Logan Brown (C)            | ▬ | Jegor Korsjkov (HF)   |
| 8  | ▲ | Michail Sergatjov (B)      | ▲ | Filip Hronek (B)      |
| 9  | ▼ | Clayton Keller (C)         | ▲ | Henrik Borgström (C)  |
| 10 | ▲ | Kieffer Bellows (VF)       | ▼ | Linus Lindström (C)   |

| # |   | Nordamerikanska målvakter |   | Europeiska målvakter |
| - | - | ------------------------- | - | -------------------- |
| 1 | ▲ | Evan Fitzpatrick          | ▬ | Filip Gustavsson     |
| 2 | ▼ | Carter Hart               | ▲ | Daniel Marmenlind    |
| 3 | ▲ | Tyler Parsons             | ▲ | Veini Vehvilainen    |

## Draftlotteriet
Draftlotteriet som bekräftade draftordningen för 2016 års NHL Entry Draft verkställdes lördagen den 30 april nordamerikansk tid.

### Draftoddsen
Draftoddsen för 2016 års draftlotteri var följande:
| Slutplaceringen | NHL-organisation      | 1:a   | 2:a   | 3:e    | 4:e   | 5:e   | 6:e   | 7:e    | 8:e   | 9:e   | 10:e  | 11:e  | 12:e  | 13:e  | 14:e   |
| --------------- | --------------------- | ----- | ----- | ------ | ----- | ----- | ----- | ------ | ----- | ----- | ----- | ----- | ----- | ----- | ------ |
| 30:e            | Toronto Maple Leafs   | 20,0% | 17,5% | 15,0%  | 47,5% |       |       |        |       |       |       |       |       |       |        |
| 29:e            | Edmonton Oilers       | 13,5% | 13,1% | 12,5 % | 35,2% | 25,8% |       |        |       |       |       |       |       |       |        |
| 28:e            | Vancouver Canucks     | 11,5% | 11,4% | 11,3%  | 14,2% | 37,8% | 13,8% |        |       |       |       |       |       |       |        |
| 27:e            | Columbus Blue Jackets | 9,5%  | 9,7%  | 9,8%   | 3,1%  | 27,3% | 33,2% | 7,4%   |       |       |       |       |       |       |        |
| 26:e            | Calgary Flames        | 8,5%  | 8,8%  | 9,0%   |       | 9,1%  | 35,5% | 25,5 % | 3,7%  |       |       |       |       |       |        |
| 25:e            | Winnipeg Jets         | 7,5%  | 7,8%  | 8,2%   |       |       | 17,5% | 39,3%  | 17,9% | 1,7%  |       |       |       |       |        |
| 24:e            | Arizona Coyotes       | 6,5%  | 6,9%  | 7,2%   |       |       |       | 27,9%  | 39,1% | 11,7% | 0,8%  |       |       |       |        |
| 23:e            | Buffalo Sabres        | 6,0%  | 6,4%  | 6,8%   |       |       |       |        | 39,2% | 34,8% | 6,6%  | 0,3%  |       |       |        |
| 22:a            | Montreal Canadiens    | 5,0%  | 5,4%  | 5,6%   |       |       |       |        |       | 51,8% | 28,6% | 3,4%  | 0,1%  |       |        |
| 21:a            | Colorado Avalanche    | 3,5%  | 3,8%  | 4,2%   |       |       |       |        |       |       | 64,0% | 22,8% | 1,6%  | 0,02% |        |
| 20:e            | New Jersey Devils     | 3,0%  | 3,3%  | 3,6%   |       |       |       |        |       |       |       | 73,6% | 15,9% | 0,6%  | 0,003% |
| 19:e            | Ottawa Senators       | 2,5%  | 2,7%  | 3,0 %  |       |       |       |        |       |       |       |       | 82,3% | 9,3%  | 0,1%   |
| 18:e            | Carolina Hurricanes   | 2,0%  | 2,2%  | 2,5%   |       |       |       |        |       |       |       |       |       | 90,1% | 3,2%   |
| 17:e            | Boston Bruins         | 1,0%  | 1,1%  | 1,3%   |       |       |       |        |       |       |       |       |       |       | 96,6%  |

## Draftvalen

### Första valet
2016 års draft var väldig bred när det gällde tillgängliga talanger men de som förväntades slåss om att gå som första draftval var Auston Matthews, Patrik Laine och Jesse Puljujärvi med Pierre-Luc Dubois, Matthew Tkachuk, Alexander Nylander och Jakob Chychrun som dark horses. Det blev som väntat att Matthews gick som etta medan första rundans största överraskning var att Blue Jackets inte valde att välja Puljujärvi som trea utan tog istället Dubois.

### Första rundan
Källa: 
| #  | Spelare                 | Nationalitet | NHL-organisation                              | College-/Junior-/Klubblag                    |
| -- | ----------------------- | ------------ | --------------------------------------------- | -------------------------------------------- |
| 1  | Auston Matthews (C)     | USA          | Toronto Maple Leafs                           | ZSC Lions (NLA)                              |
|    |                         |              |                                               |                                              |
| 2  | Patrik Laine (HF)       | Finland      | Winnipeg Jets                                 | Tappara (Liiga)                              |
| 3  | Pierre-Luc Dubois (VF)  | Kanada       | Columbus Blue Jackets                         | Cape Breton Screaming Eagles (LHJMQ)         |
| 4  | Jesse Puljujärvi (HF)   | Finland      | Edmonton Oilers                               | Oulun Kärpät (Liiga)                         |
| 5  | Olli Juolevi (B)        | Finland      | Vancouver Canucks                             | London Knights (OHL)                         |
| 6  | Matthew Tkachuk (VF)    | USA          | Calgary Flames                                | London Knights (OHL)                         |
| 7  | Clayton Keller (C)      | USA          | Arizona Coyotes                               | USA Hockey National Team Development Program |
| 8  | Alexander Nylander (VF) | Sverige      | Buffalo Sabres                                | Mississauga Steelheads (OHL)                 |
| 9  | Michail Sergatjov (B)   | Ryssland     | Montreal Canadiens                            | Windsor Spitfires (OHL)                      |
| 10 | Tyson Jost (C)          | Kanada       | Colorado Avalanche                            | Penticton Vees (BCHL)                        |
| 11 | Logan Brown (C)         | USA          | Ottawa Senators (från Devils)                 | Windsor Spitfires (OHL)                      |
| 12 | Michael McLeod (C)      | Kanada       | New Jersey Devils (från Senators)             | Mississauga Steelheads (OHL)                 |
| 13 | Jake Bean (B)           | Kanada       | Carolina Hurricanes                           | Calgary Hitmen (WHL)                         |
| 14 | Charles McAvoy (B)      | USA          | Boston Bruins                                 | Boston University Terriers (NCAA)            |
| 15 | Luke Kunin (C)          | USA          | Minnesota Wild                                | Wisconsin Badgers (NCAA)                     |
| 16 | Jakob Chychrun (B)      | Kanada       | Arizona Coyotes (från Rangers via Red Wings)  | Sarnia Sting (OHL)                           |
| 17 | Dante Fabbro (B)        | Kanada       | Nashville Predators                           | Penticton Vees (BCHL)                        |
| 18 | Logan Stanley (B)       | Kanada       | Winnipeg Jets (från Blackhawks via Flyers)    | Windsor Spitfires (OHL)                      |
| 19 | Kieffer Bellows (VF)    | USA          | New York Islanders                            | USA Hockey National Team Development Program |
| 20 | Dennis Cholowski (B)    | Kanada       | Detroit Red Wings (från Coyotes)              | Chilliwack Chiefs (BCHL)                     |
| 21 | Julien Gauthier (HF)    | Kanada       | Carolina Hurricanes (från Kings)              | Foreurs de Val-d'Or (LHJMQ)                  |
| 22 | German Rubtsov (C)      | Ryssland     | Philadelphia Flyers                           | Russkije Vitiazi (MHL)                       |
| 23 | Henrik Borgström (C)    | Finland      | Florida Panthers                              | HIFK Hockey (Liiga)                          |
| 24 | Max Jones (VF)          | USA          | Anaheim Ducks                                 | London Knights (OHL)                         |
| 25 | Riley Tufte (VF)        | USA          | Dallas Stars                                  | Fargo Force (USHL)                           |
| 26 | Tage Thompson (C)       | USA          | St. Louis Blues (från Capitals)               | Connecticut Huskies (NCAA)                   |
| 27 | Brett Howden (C)        | Kanada       | Tampa Bay Lightning                           | Moose Jaw Warriors (WHL)                     |
| 28 | Lucas Johansen (B)      | Kanada       | Washington Capitals (från Blues)              | Kelowna Rockets (WHL)                        |
| 29 | Trent Frederic (C)      | USA          | Boston Bruins (från Sharks)                   | USA Hockey National Team Development Program |
| 30 | Sam Steel (C)           | Kanada       | Anaheim Ducks (från Penguins via Maple Leafs) | Regina Pats (WHL)                            |

### Andra rundan
Källa: 
| #  | Spelare                | Nationalitet | NHL-organisation                                        | College-/Junior-/Klubblag                    |
| -- | ---------------------- | ------------ | ------------------------------------------------------- | -------------------------------------------- |
| 31 | Jegor Korsjkov (HF)    | Ryssland     | Toronto Maple Leafs                                     | Lokomotiv Jaroslavl (KHL)                    |
| 32 | Tyler Benson (VF)      | Kanada       | Edmonton Oilers                                         | Vancouver Giants (WHL)                       |
| 33 | Rasmus Asplund (C)     | Sverige      | Buffalo Sabres (från Canucks via Panthers)              | Färjestads BK (SHL)                          |
| 34 | Andrew Peeke (B)       | USA          | Columbus Blue Jackets                                   | Green Bay Gamblers (USHL)                    |
| 35 | Jordan Kyrou (C)       | Kanada       | St. Louis Blues (från Flames)                           | Sarnia Sting (OHL)                           |
| 36 | Pascal Laberge (C)     | Kanada       | Philadelphia Flyers (från Jets)                         | Tigres de Victoriaville (LHJMQ)              |
| 37 | Libor Hajek (B)        | Tjeckien     | Tampa Bay Lightning (från Coyotes)                      | Saskatoon Blades (WHL)                       |
| 38 | Adam Mascherin (VF)    | Kanada       | Florida Panthers (från Sabres)                          | Kitchener Rangers (OHL)                      |
| 39 | Alex DeBrincat (C)     | USA          | Chicago Blackhawks (från Canadiens)                     | Erie Otters (OHL)                            |
| 40 | Cameron Morrison (VF)  | Kanada       | Colorado Avalanche (från Avalanche via Sharks)          | Youngstown Phantoms (USHL)                   |
| 41 | Nathan Bastian (HF)    | Kanada       | New Jersey Devils                                       | Mississauga Steelheads (OHL)                 |
| 42 | Jonathan Dahlén (C)    | Sverige      | Ottawa Senators                                         | Timrå IK (Hockeyallsvenskan)                 |
| 43 | Janne Kuokkanen (VF)   | Finland      | Carolina Hurricanes                                     | Oulun Kärpät (Liiga)                         |
| 44 | Boris Katchouk (VF)    | Kanada       | Tampa Bay Lightning (från Bruins)                       | Sault Ste. Marie Greyhounds (OHL)            |
| 45 | Chad Krys (B)          | USA          | Chicago Blackhawks (från Wild via Sabres och Canadiens) | USA Hockey National Team Development Program |
| 46 | Givani Smith (HF)      | Kanada       | Detroit Red Wings                                       | Guelph Storm (OHL)                           |
| 47 | Samuel Girard (B)      | Kanada       | Nashville Predators                                     | Cataractes de Shawinigan (LHJMQ)             |
| 48 | Carter Hart (MV)       | Kanada       | Philadelphia Flyers                                     | Everett Silvertips (WHL)                     |
| 49 | Ryan Lindgren (B)      | USA          | Boston Bruins (från Islanders)                          | USA Hockey National Team Development Program |
| 50 | Artur Kajumov (VF)     | Ryssland     | Chicago Blackhawks (från Rangers via Hurricanes)        | Russkije Vitiazi (MCL)                       |
| 51 | Kale Clague (B)        | Kanada       | Los Angeles Kings                                       | Brandon Wheat Kings (WHL)                    |
| 52 | Wade Allison (HF)      | Kanada       | Philadelphia Flyers (från Blackhawks)                   | Tri-City Storm (USHL)                        |
| 53 | Filip Hronek (B)       | Tjeckien     | Detroit Red Wings (från Coyotes, kompensationsval)      | Mountfield HK (Extraliga)                    |
| 54 | Tyler Parsons (MV)     | USA          | Calgary Flames (från Panthers)                          | London Knights (OHL)                         |
| 55 | Filip Gustavsson (MV)  | Sverige      | Pittsburgh Penguins (från Ducks via Canucks)            | Luleå HF (SHL)                               |
| 56 | Dillon Dubé (C)        | Kanada       | Calgary Flames (från Stars)                             | Kelowna Rockets (WHL)                        |
| 57 | Carl Grundström (VF)   | Sverige      | Toronto Maple Leafs (från Capitals)                     | Modo Hockey (SHL)                            |
| 58 | Taylor Raddysh (HF)    | Kanada       | Tampa Bay Lightning                                     | Erie Otters (OHL)                            |
| 59 | Evan Fitzpatrick (MV)  | Kanada       | St. Louis Blues                                         | Phœnix de Sherbrooke (LHJMQ)                 |
| 60 | Dylan Gambrell (C)     | USA          | San Jose Sharks                                         | Denver Pioneers (NCAA)                       |
| 61 | Kasper Björkqvist (VF) | Finland      | Pittsburgh Penguins (från Penguins via Maple Leafs)     | Esbo Blues (Liiga)                           |

### Tredje rundan
Källa: 
| #  | Spelare                | Nationalitet | NHL-organisation                                                       | College-/Junior-/Klubblag                    |
| -- | ---------------------- | ------------ | ---------------------------------------------------------------------- | -------------------------------------------- |
| 62 | Joseph Woll (MV)       | USA          | Toronto Maple Leafs                                                    | USA Hockey National Team Development Program |
| 63 | Markus Niemeläinen (B) | Finland      | Edmonton Oilers                                                        | Saginaw Spirit (OHL)                         |
| 64 | William Lockwood (HF)  | USA          | Vancouver Canucks (från Canucks via Islanders, Sabres och Penguins)    | USA Hockey National Team Development Program |
| 65 | Vitalij Abramov (VF)   | Ryssland     | Columbus Blue Jackets                                                  | Olympiques de Gatineau (LHJMQ)               |
| 66 | Adam Fox (B)           | USA          | Calgary Flames                                                         | USA Hockey National Team Development Program |
| 67 | Matt Filipe (C)        | USA          | Carolina Hurricanes (från Jets)                                        | Cedar Rapids Roughriders (USHL)              |
| 68 | Cam Dineen (B)         | USA          | Arizona Coyotes                                                        | North Bay Battalion (OHL)                    |
| 69 | Cliff Pu (C)           | Kanada       | Buffalo Sabres                                                         | London Knights (OHL)                         |
| 70 | William Bitten (C)     | Kanada       | Montreal Canadiens                                                     | Flint Firebirds (OHL)                        |
| 71 | Josh Anderson (B)      | Kanada       | Colorado Avalanche                                                     | Prince George Cougars (WHL)                  |
| 72 | J.D. Greenway (B)      | USA          | Toronto Maple Leafs (från Devils via Penguins)                         | USA Hockey National Team Development Program |
| 73 | Joey Anderson (HF)     | USA          | New Jersey Devils (från Senators)                                      | USA Hockey National Team Development Program |
| 74 | Hudson Elynuik (VF)    | Kanada       | Carolina Hurricanes                                                    | Spokane Chiefs (WHL)                         |
| 75 | Jack LaFontaine (MV)   | Kanada       | Carolina Hurricanes (från Bruins)                                      | Janesville Jets (NAHL)                       |
| 76 | Rem Pitlick (C)        | USA          | Nashville Predators (från Wild via Panthers, Devils, Ducks och Sabres) | Muskegon Lumberjacks (USHL)                  |
| 77 | Connor Hall (B)        | Kanada       | Pittsburgh Penguins (från Red Wings via Devils)                        | Kitchener Rangers (OHL)                      |
| 78 | Frédéric Allard (B)    | Kanada       | Nashville Predators                                                    | Saguenéens de Chicoutimi (LHJMQ)             |
| 79 | Luke Green (B)         | Kanada       | Winnipeg Jets (från Flyers)                                            | Saint John Sea Dogs (LHJMQ)                  |
| 80 | Brandon Gignac (C)     | Kanada       | New Jersey Devils (från Islanders via Senators)                        | Cataractes de Shawinigan (LHJMQ)             |
| 81 | Sean Day (B)           | Kanada       | New York Rangers                                                       | Mississauga Steelheads (OHL)                 |
| 82 | Carsen Twarynski (VF)  | Kanada       | Philadelphia Flyers (från Kings)                                       | Calgary Hitmen (WHL)                         |
| 83 | Wouter Peeters (MV)    | Belgien      | Chicago Blackhawks                                                     | EC Salzburg (Österrikiska ishockeyligan)     |
| 84 | Matthew Cairns (B)     | Kanada       | Edmonton Oilers (från Panthers)                                        | Georgetown Raiders (OJHL)                    |
| 85 | Josh Mahura (B)        | Kanada       | Anaheim Ducks                                                          | Red Deer Rebels (WHL)                        |
| 86 | Casey Fitzgerald (B)   | USA          | Buffalo Sabres (från Stars)                                            | Boston College Eagles (NCAA)                 |
| 87 | Garrett Pilon (C)      | Kanada       | Washington Capitals (från Capitals via Blues)                          | Kamloops Blazers (WHL)                       |
| 88 | Connor Ingram (MV)     | Kanada       | Tampa Bay Lightning                                                    | Kamloops Blazers (WHL)                       |
| 89 | Linus Nässén (B)       | Sverige      | Florida Panthers (från Blues via Sabres)                               | Luleå HF (SHL)                               |
| 90 | Fredrik Karlström (C)  | Sverige      | Dallas Stars (från Sharks)                                             | AIK Ishockey (Hockeyallsvenskan)             |
| 91 | Filip Berglund (B)     | Sverige      | Edmonton Oilers (från Penguins)                                        | Skellefteå AIK (SHL)                         |

### Fjärde rundan
Källa: 
| #   | Spelare                | Nationalitet | NHL-organisation                                      | College-/Junior-/Klubblag          |
| --- | ---------------------- | ------------ | ----------------------------------------------------- | ---------------------------------- |
| 92  | Adam Brooks (C)        | Kanada       | Toronto Maple Leafs                                   | Regina Pats (WHL)                  |
| 93  | Jack Kopacka (VF)      | USA          | Anaheim Ducks (från Oilers)                           | Sault Ste. Marie Greyhounds (OHL)  |
| 94  | Jonathan Ang (C)       | Kanada       | Florida Panthers (från Canucks)                       | Peterborough Petes (OHL)           |
| 95  | Anatolij Golysjev (VF) | Ryssland     | New York Islanders (från Blue Jackets via Blackhawks) | Avtomobilist Jekaterinburg (KHL)   |
| 96  | Linus Lindström (C)    | Sverige      | Calgary Flames                                        | Skellefteå AIK (SHL)               |
| 97  | Jacob Cederholm (B)    | Sverige      | Winnipeg Jets                                         | HV71 (SHL)                         |
| 98  | Tarmo Reunanen (B)     | Finland      | New York Rangers (från Coyotes)                       | HC TPS (SHL)                       |
| 99  | Brett Murray (VF)      | Kanada       | Buffalo Sabres                                        | Carleton Place Canadians (CCHL)    |
| 100 | Victor Mete (B)        | Kanada       | Montreal Canadiens                                    | London Knights (OHL)               |
| 101 | Keaton Middleton (B)   | Kanada       | Toronto Maple Leafs (från Avalanche)                  | Saginaw Spirit (OHL)               |
| 102 | Mikhail Maltsev (VF)   | Ryssland     | New Jersey Devils                                     | Russkije Vitiazi (MCL)             |
| 103 | Todd Burgess (C)       | USA          | Ottawa Senators                                       | Fairbanks Icedogs (NAHL)           |
| 104 | Max Zimmer (VF)        | USA          | Carolina Hurricanes                                   | Chicago Steel (USHL)               |
| 105 | Evan Cormier (MV)      | Kanada       | New Jersey Devils (från Bruins)                       | Saginaw Spirit (OHL)               |
| 106 | Brandon Duhaime (VF)   | USA          | Minnesota Wild                                        | Tri-City Storm (USHL)              |
| 107 | Alfons Malmström (B)   | Sverige      | Detroit Red Wings                                     | Örebro HK (SHL)                    |
| 108 | Hardy Häman Aktell (B) | Sverige      | Nashville Predators                                   | Skellefteå AIK (SHL)               |
| 109 | Connor Bunnaman (C)    | Kanada       | Philadelphia Flyers                                   | Kitchener Rangers (OHL)            |
| 110 | Lucas Carlsson (B)     | Sverige      | Chicago Blackhawks (från Islanders)                   | Brynäs IF (SHL)                    |
| 111 | Noah Gregor (C)        | Kanada       | San Jose Sharks (från Rangers)                        | Moose Jaw Warriors (WHL)           |
| 112 | Jacob Moverare (B)     | Sverige      | Los Angeles Kings                                     | HV71 (SHL)                         |
| 113 | Nathan Noel (C)        | Kanada       | Chicago Blackhawks                                    | Saint John Sea Dogs (LHJMQ)        |
| 114 | Riley Stillman (B)     | Kanada       | Florida Panthers                                      | Oshawa Generals (OHL)              |
| 115 | Alex Dostie (C)        | Kanada       | Anaheim Ducks                                         | Olympiques de Gatineau (LHJMQ)     |
| 116 | Rhett Gardner (C)      | Kanada       | Dallas Stars                                          | North Dakota Fighting Hawks (NCAA) |
| 117 | Damien Riat (C)        | Schweiz      | Washington Capitals                                   | Genève-Servette Hockey Club (NLA)  |
| 118 | Ross Colton (VF)       | USA          | Tampa Bay Lightning                                   | Cedar Rapids Roughriders (USHL)    |
| 119 | Tanner Kaspick (C)     | Kanada       | St. Louis Blues                                       | Brandon Wheat Kings (WHL)          |
| 120 | Otto Koivula (VF)      | Finland      | New York Islanders (från Sharks via Coyotes)          | Ilves (Liiga)                      |
| 121 | Ryan Jones (B)         | USA          | Pittsburgh Penguins                                   | Lincoln Stars (USHL)               |

### Femte rundan
Källa: 
| #   | Spelare                   | Nationalitet | NHL-organisation                                 | College-/Junior-/Klubblag                    |
| --- | ------------------------- | ------------ | ------------------------------------------------ | -------------------------------------------- |
| 122 | Vladimir Bobjlev (VF)     | Ryssland     | Toronto Maple Leafs                              | Victoria Royals (WHL)                        |
| 123 | Dylan Wells (MV)          | Kanada       | Edmonton Oilers                                  | Peterborough Petes (OHL)                     |
| 124 | Casey Staum (B)           | USA          | Montreal Canadiens (från Canucks)                | Hill-Murray School                           |
| 125 | Nolan Stevens (C)         | USA          | St. Louis Blues (från Blue Jackets)              | Northeastern Huskies (NCAA)                  |
| 126 | Mitchell Mattson (C)      | USA          | Calgary Flames                                   | Grand Rapids High School                     |
| 127 | Jordy Stallard (C)        | Kanada       | Winnipeg Jets                                    | Calgary Hitmen (WHL)                         |
| 128 | Colton Point (MV)         | Kanada       | Dallas Stars (från Coyotes)                      | Carleton Place Canadiens (CCHL)              |
| 129 | Philip Nyberg (B)         | Sverige      | Buffalo Sabres                                   | Linköpings HC (SHL)                          |
| 130 | Vojtech Budik (B)         | Tjeckien     | Buffalo Sabres (från Canadiens)                  | Prince Albert Raiders (WHL)                  |
| 131 | Adam Werner (MV)          | Sverige      | Colorado Avalanche                               | Färjestads BK (SHL)                          |
| 132 | Yjegor Rjkov (B)          | Ryssland     | New Jersey Devils                                | SKA Sankt Petersburg (KHL)                   |
| 133 | Max Lajoie (B)            | Kanada       | Ottawa Senators                                  | Swift Current Broncos (WHL)                  |
| 134 | Jeremy Helvig (MV)        | USA          | Carolina Hurricanes                              | Kingston Frontenacs (OHL)                    |
| 135 | Joona Koppanen (C)        | Finland      | Boston Bruins                                    | Ilves (Liiga)                                |
| 136 | Cameron Clarke (B)        | USA          | Boston Bruins (från Wild)                        | Lone Star Brahmas (NAHL)                     |
| 137 | Jordan Sambrook (B)       | Kanada       | Detroit Red Wings                                | Erie Otters (OHL)                            |
| 138 | Patrick Harper (C)        | USA          | Nashville Predators                              | Avon Old Farms School                        |
| 139 | Linus Högberg (B)         | Sverige      | Florida Panthers (från Flyers)                   | Växjö Lakers (SHL)                           |
| 140 | Cole Candella (B)         | Kanada       | Vancouver Canucks (från Islanders via Panthers)  | Hamilton Bulldogs (OHL)                      |
| 141 | Tim Gettinger (VF)        | USA          | New York Rangers                                 | Sault Ste. Marie Greyhounds (OHL)            |
| 142 | Michael Eyssimont (C)     | USA          | Los Angeles Kings                                | Sioux Falls Stampede (USHL)                  |
| 143 | Mathias From (HF)         | Danmark      | Chicago Blackhawks                               | Rögle BK (SHL)                               |
| 144 | Conner Bleackley (C)      | Kanada       | St. Louis Blues (från Panthers via Blackhawks)   | Red Deer Rebels (WHL)                        |
| 145 | Beck Malenstyn (C)        | Kanada       | Washington Capitals (från Ducks via Maple Leafs) | Calgary Hitmen (WHL)                         |
| 146 | Nicholas Caamano (HF)     | Kanada       | Dallas Stars                                     | Flint Firebirds (OHL)                        |
| 147 | Axel Jonsson Fjällby (VF) | Sverige      | Washington Capitals                              | Djurgården Hockey (SHL)                      |
| 148 | Christopher Paquette (C)  | Kanada       | Tampa Bay Lightning                              | Niagara Icedogs (OHL)                        |
| 149 | Graham McPhee (VF)        | USA          | Edmonton Oilers (från Blues)                     | USA Hockey National Team Development Program |
| 150 | Manuel Wiederer (C)       | Tyskland     | San Jose Sharks                                  | Moncton Wildcats (LHJMQ)                     |
| 151 | Niclas Almari (B)         | Finland      | Pittsburgh Penguins                              | Jokerit (KHL)                                |

### Sjätte rundan
Källa: 
| #   | Spelare                | Nationalitet | NHL-organisation                          | College-/Junior-/Klubblag        |
| --- | ---------------------- | ------------ | ----------------------------------------- | -------------------------------- |
| 152 | Jack Walker (VF)       | USA          | Toronto Maple Leafs                       | Victoria Royals (WHL)            |
| 153 | Aapeli Räsänen (C)     | Finland      | Edmonton Oilers                           | HC TPS (Liiga)                   |
| 154 | Jakob Stukel (VF)      | Kanada       | Vancouver Canucks                         | Calgary Hitmen (WHL)             |
| 155 | Peter Thome (MV)       | USA          | Columbus Blue Jackets                     | Aberdeen Wings (NAHL)            |
| 156 | Eetu Tuulola (HF)      | Finland      | Calgary Flames                            | HPK (Liiga)                      |
| 157 | Michail Berdin (MV)    | Ryssland     | Winnipeg Jets                             | Russkije Vitiazi (MCL)           |
| 158 | Patrick Kudla (B)      | Kanada       | Arizona Coyotes                           | Oakville Blades (OJHL)           |
| 159 | Brandon Hagel (VF)     | Kanada       | Buffalo Sabres                            | Red Deer Rebels (WHL)            |
| 160 | Michael Pezzetta (C)   | Kanada       | Montreal Canadiens                        | Sudbury Wolves (OHL)             |
| 161 | Nathan Clurman (B)     | USA          | Colorado Avalanche                        | Culver Military Academy          |
| 162 | Jesper Bratt (VF)      | Sverige      | New Jersey Devils                         | AIK Ishockey (Hockeyallsvenskan) |
| 163 | Markus Nurmi (HF)      | Finland      | Ottawa Senators                           | HC TPS (SHL)                     |
| 164 | Noah Carroll (B)       | Kanada       | Carolina Hurricanes                       | Guelph Storm (OHL)               |
| 165 | Oskar Steen (C)        | Sverige      | Boston Bruins (från Bruins via Avalanche) | Färjestads BK (SHL)              |
| 166 | Matthew Phillips (C)   | Kanada       | Calgary Flames (från Wild)                | Victoria Royals (WHL)            |
| 167 | Filip Larsson (MV)     | Sverige      | Detroit Red Wings                         | Djurgården Hockey (SHL)          |
| 168 | Konstantin Volkov (MV) | Ryssland     | Nashville Predators                       | SKA Sankt Petersburgh (KHL)      |
| 169 | Tanner Laczynski (C)   | USA          | Philadelphia Flyers                       | Lincoln Stars (USHL)             |
| 170 | Collin Adams (VF)      | USA          | New York Islanders                        | Muskegon Lumberjacks (USHL)      |
| 171 | Gabriel Fontaine (C)   | Kanada       | New York Rangers                          | Huskies de Rouyn-Noranda (LHJMQ) |
| 172 | Anthony Salinitri (C)  | Kanada       | Philadelphia Flyers (från Kings)          | Sarnia Sting (OHL)               |
| 173 | Blake Hillman (B)      | USA          | Chicago Blackhawks                        | Denver Pioneers (NCAA)           |
| 174 | Tyler Wall (MV)        | Kanada       | New York Rangers (från Panthers)          | Leamington Flyers (GOJHL)        |
| 175 | Maksim Mamin (VF)      | Ryssland     | Florida Panthers (från Ducks)             | HK CSKA Moskva (KHL)             |
| 176 | Jakob Stenqvist (B)    | Sverige      | Dallas Stars                              | Modo Hockey (SHL)                |
| 177 | Chase Priskie (B)      | USA          | Washington Capitals                       | Quinnipiac Bobcats (NCAA)        |
| 178 | Oleg Sosunov (B)       | Ryssland     | Tampa Bay Lightning                       | Lokomotiv Jaroslavl (KHL)        |
| 179 | Nicolas Mattinen (B)   | Kanada       | Toronto Maple Leafs (från Blues)          | London Knights (OHL)             |
| 180 | Mark Shoemaker (B)     | Kanada       | San Jose Sharks                           | North Bay Battalion (OHL)        |
| 181 | Joseph Masonius (B)    | USA          | Pittsburgh Penguins                       | Connecticut Huskies (NCAA)       |

### Sjunde rundan
Källa: 
| #   | Spelare                      | Nationalitet | NHL-organisation                            | College-/Junior-/Klubblag                    |
| --- | ---------------------------- | ------------ | ------------------------------------------- | -------------------------------------------- |
| 182 | Nikolai Tshebjkin (F)        | Ryssland     | Toronto Maple Leafs                         | HK MVD (MCL)                                 |
| 183 | Vincent Desharnais (B)       | Kanada       | Edmonton Oilers                             | Providence Friars (NCAA)                     |
| 184 | Rodrigo Ābols (C)            | Lettland     | Vancouver Canucks                           | Portland Winterhawks (WHL)                   |
| 185 | Calvin Thürkauf (C)          | Schweiz      | Columbus Blue Jackets                       | Kelowna Rockets (WHL)                        |
| 186 | Stepan Falkovsky (B)         | Vitryssland  | Calgary Flames                              | Ottawa 67's (OHL)                            |
| 187 | Arvid Henrikson (B)          | Sverige      | Montreal Canadiens (från Jets)              | AIK Ishockey (Hockeyallsvenskan)             |
| 188 | Dean Stewart (B)             | Kanada       | Arizona Coyotes                             | Portage Terriers (MJHL)                      |
| 189 | Austin Osmanski (B)          | USA          | Buffalo Sabres                              | Mississauga Steelheads (OHL)                 |
| 190 | Vasili Glotov (F)            | Ryssland     | Buffalo Sabres (från Canadiens)             | SKA-Serebrjanyje Lvy (MCL)                   |
| 191 | Travis Barron (VF)           | Kanada       | Colorado Avalanche                          | Ottawa 67's (OHL)                            |
| 192 | Jeremy Davies (B)            | Kanada       | New Jersey Devils                           | Bloomington Thunder (USHL)                   |
| 193 | Nick Pastujov (VF)           | USA          | New York Islanders (från Senators)          | USA Hockey National Team Development Program |
| 194 | Brett McKenzie (C)           | Kanada       | Vancouver Canucks (från Hurricanes)         | North Bay Battalion (OHL)                    |
| 195 | Ben Finkelstein (B)          | USA          | Florida Panthers (från Bruins)              | Kimball Union Academy                        |
| 196 | Dmitri Sokolov (C)           | Ryssland     | Minnesota Wild                              | Sudbury Wolves (OHL)                         |
| 197 | Mattias Elfström (C)         | Sverige      | Detroit Red Wings                           | Malmö Redhawks (SHL)                         |
| 198 | Adam Smith (B)               | Kanada       | Nashville Predators                         | Bowling Green Falcons (NCAA)                 |
| 199 | David Bernhardt (B)          | Sverige      | Philadelphia Flyers                         | Djurgården Hockey (SHL)                      |
| 200 | David Quenneville (B)        | Kanada       | New York Islanders                          | Medicine Hat Tigers (WHL)                    |
| 201 | Ty Ronning (HF)              | Kanada       | New York Rangers                            | Vancouver Giants (WHL)                       |
| 202 | Jacob Friend (B)             | Kanada       | Los Angeles Kings                           | Owen Sound Attack (OHL)                      |
| 203 | Jake Ryczek (B)              | USA          | Chicago Blackhawks                          | Waterloo Black Hawks (USHL)                  |
| 204 | Brayden Chizen (B)           | Kanada       | Minnesota Wild (från Panthers)              | Kelowna Rockets (WHL)                        |
| 205 | Tyler Soy (C)                | Kanada       | Anaheim Ducks                               | Victoria Royals (WHL)                        |
| 206 | Otto Somppi (C)              | Finland      | Tampa Bay Lightning (från Stars via Oilers) | Halifax Mooseheads (LHJMQ)                   |
| 207 | Dmitri Zaitsev (B)           | Ryssland     | Washington Capitals                         | Wilkes-Barre/Scranton Knights (NAHL)         |
| 208 | Ryan Lohin (F)               | USA          | Tampa Bay Lightning                         | Waterloo Black Hawks (USHL)                  |
| 209 | Nikolaj Krag Christensen (C) | Danmark      | St. Louis Blues                             | Rødovre Mighty Bulls (Metal Ligaen)          |
| 210 | Joachim Blichfeld (HF)       | Danmark      | San Jose Sharks                             | Malmö Redhawks (SHL)                         |
| 211 | Filip Helt (F)               | Tjeckien     | St. Louis Blues (från Penguins)             | HC Litvínov (Extraliga)                      |

## Draftade spelare per nationalitet
| #  | Nationalitet | Antal draftval | %     |
|    | Nordamerika  |                |       |
| -- | ------------ | -------------- | ----- |
| 1  | Kanada       | 87             | 41,23 |
| 2  | USA          | 54             | 25,59 |
|    | Europa       |                |       |
| 3  | Sverige      | 25             | 11,84 |
| 4  | Ryssland     | 17             | 8,05  |
| 5  | Finland      | 15             | 7,10  |
| 6  | Tjeckien     | 4              | 1,89  |
| 7  | Danmark      | 3              | 1,42  |
| 8  | Schweiz      | 2              | 0,94  |
| 9  | Belgien      | 1              | 0,47  |
| 10 | Lettland     | 1              | 0,47  |
| 11 | Tyskland     | 1              | 0,47  |
| 12 | Vitryssland  | 1              | 0,47  |